# Айтматовский район
Айтматовский район (кирг. Айтматов району) — административная единица в западной, горной части Таласской области Кыргызстана.
В 1930-х годах — Рыковский район, до 1992 года — Кировский район, до 2023 года — Кара-Бууринский район. Центр района — село Кызыл-Адыр. Площадь — 4216 км².

## История
22 марта 1944 года 1 поселковый и 7 сельских советов Кировского района были переданы в новый Покровский район. 29 октября 1958 года к Кировскому району был присоединён Покровский район, а 26 ноября 1959 года — часть территории упразднённого Ленинпольского района. В 2023 году, решением Жогорку Кенеша был переименован в Айтматовский район.

## Население
В 2009 году численность жителей составляла 56 442 человека, в том числе 55 555 человек сельского населения. По данным переписи населения Кыргызстана на 2009 год, киргизы составляют 51 243 человека из 58 056 жителей или 88,3 %, курды — 3338 человек или 5,7 %, казахи — 1157 человек или 2,0 %, турки — 792 человека или 1,4 %, русские — 773 человека или 1,3 %, узбеки — 361 человек или 0,6 % и другие — 392 человека (0,7 %).

## География и экономика
Для сохранения уникальных среднегорных саванноидов, альпийских и субальпийских лугов и биологического разнообразия Западного Тянь-Шаня на территории района в 2005 году был создан Карабууринский государственный заповедник.
В районе 10 569 домашних хозяйств. В основном, развито сельское хозяйство, а также животноводство. В пахотном земледелии преобладают пшеница, картофель, овощи, сахарная свекла, фасоль. Промышленность района представлена АО «Арашан» (молочный завод).

## Административно-территориальное деление
В состав Айтматовского района входят 10 аильных (сельских) округов и 24 аила (села):
- Ак-Чийский аильный округ — 3360 чел.:
  - Джоон-Дебе — 1860 чел.,
  - Джийде — 1500 чел.;
- Аманбаевский аильный округ — 9596 чел.:
  - Аманбаево — 6203 чел.,
  - Ак-Жар — 1200 чел.,
  - Куру-Маймак — 477 чел.,
  - Суулу-Маймак — 1716 чел.;
- Бакайырский аильный округ — 5052 чел.:
  - Ак-Башат — 1876 чел.,
  - Кара-Сай — 3176 чел.;
- Бакыянский аильный округ — 3026 чел.:
  - Бакыян — 2585 чел.,
  - Тамчы-Булак — 441 чел.,
  - Камаш — 558 чел.;
- Бейшекенский аильный округ — 5056 чел.:
  - Бейшеке — 1600 чел.,
  - Кара-Буура — 1323 чел.,
  - Кара-Суу — 2133 чел.;
- Кара-Бууринский аильный округ — 15 090 чел.:
  - Кызыл-Адыр — 10 789 чел.,
  - Чон-Кара-Буура — 2822 чел.,
  - Уч-Булак — 1479 чел.;
- Кек-Сайский аильный округ — 5307 чел.:
  - Кёк-Сай — 3913 чел.,
  - Кайнар — 1394 чел.;
- Маймакский аильный округ — 803 чел.:
  - Маймак — 803 чел.;
- Чолпонбайский аильный округ — 5637 чел.:
  - Чолпонбай — 4990 чел.,
  - Кёк-Дёбё — 647 чел.;
- Шекерский аильный округ — 5045 чел.:
  - Шекер — 3573 чел.,
  - Арчагул — 1472 чел.